# Henning Wassermann
Henning Wassermann (* 2. August 1949 in Hannover; † 8. September 2013) war ein deutscher Jurist und von 2000 bis 2007 Richter am Bundesgerichtshof.
Seine richterliche Karriere begann er 1978 in Niedersachsen. Er war dort zunächst am Landgericht Hannover, am Amtsgericht Neustadt am Rübenberge und am Amtsgericht Burgwedel sowie bei der Staatsanwaltschaft Hannover beschäftigt. Von 1983 bis 1986  wurde Wassermann als wissenschaftlicher Mitarbeiter an das Bundesverfassungsgericht abgeordnet und 1987 zum Richter am Oberlandesgericht Celle ernannt. Für sechs Jahre erfolgte bis 1998 eine Abordnung in das Niedersächsische Ministerium der Justiz und für Europaangelegenheiten, im Anschluss an diese Abordnung wurde er Vorsitzender Richter am Oberlandesgericht in Celle. Seit dem 1. August 2000 war Wassermann Richter am Bundesgerichtshof. Er wurde dort dem XI. Zivilsenat zugewiesen, der sich vor allem mit Bankrecht befasst. Am 31. Oktober 2007 trat Wassermann aus gesundheitlichen Gründen auf eigenen Wunsch in den Ruhestand.
Wassermann war Mitbearbeiter des Bürgschaftsrechts im Bankrechts-Handbuch.